# 51. National Hockey League All-Star Game
Das 51. National Hockey League All-Star Game wurde am 4. Februar 2001 in Denver, Colorado, ausgetragen. Die Gastgeber des Spieles waren erstmals die Colorado Avalanche.
An der Veranstaltung, die im Pepsi Center stattfand, nahmen die besten Spieler der National Hockey League teil. Im Spiel traten die besten Spieler aus Nordamerika stammenden Spieler gegen die besten Spieler aus den anderen Kontinenten an. Die Startformationen der All-Star Teams konnten durch die Fans über eine Abstimmung bestimmt werden. Im Stadion waren 18.646 Zuschauer.

## Mannschaften
| #           | Land               | Spieler            | Pos.              | Team                    |
| Torhüter    |                    |                    |                   |                         |
| 33          | Kanada             | Patrick Roy        | Patrick Roy       | Colorado Avalanche      |
| 1           | Kanada             | Sean Burke         | Sean Burke        | Phoenix Coyotes         |
| 30          | Kanada             | Martin Brodeur     | Martin Brodeur    | New Jersey Devils       |
| Verteidiger |                    |                    |                   |                         |
| 77          | Kanada             | Ray Bourque        | Ray Bourque       | Colorado Avalanche      |
| –           | Kanada             | Chris Pronger      | Chris Pronger     | St. Louis Blues         |
| 55          | Kanada             | Ed Jovanovski      | Ed Jovanovski     | Vancouver Canucks       |
| 3           | Kanada             | Rob Blake          | Rob Blake         | Los Angeles Kings       |
| 4           | Kanada             | Scott Stevens      | Scott Stevens     | New Jersey Devils       |
| 5           | Vereinigte Staaten | Brian Leetch       | Brian Leetch      | New York Rangers        |
| 27          | Kanada             | Scott Niedermayer  | Scott Niedermayer | New Jersey Devils       |
| –           | Kanada             | Al MacInnis        | Al MacInnis       | St. Louis Blues         |
| Angreifer   |                    |                    |                   |                         |
| 9           | Kanada             | Paul Kariya        | LW                | Mighty Ducks of Anaheim |
| 14          | Kanada             | Theoren Fleury     | RW                | New York Rangers        |
| 19          | Kanada             | Joe Sakic          | C                 | Colorado Avalanche      |
| 10          | Vereinigte Staaten | Tony Amonte        | RW                | Chicago Blackhawks      |
| 12          | Kanada             | Simon Gagné        | LW                | Philadelphia Flyers     |
| 13          | Vereinigte Staaten | Bill Guerin        | RW                | Boston Bruins           |
| 16          | Vereinigte Staaten | Brett Hull         | RW                | Dallas Stars            |
| 20          | Kanada             | Luc Robitaille     | LW                | Los Angeles Kings       |
| 28          | Kanada             | Donald Audette     | RW                | Atlanta Thrashers       |
| 39          | Vereinigte Staaten | Doug Weight        | C                 | Edmonton Oilers         |
| 41          | Kanada             | Jason Allison      | RW                | Boston Bruins           |
| 66          | Kanada             | Mario Lemieux – C  | C                 | Pittsburgh Penguins     |
| –           | Kanada             | Vincent Damphousse | C                 | San Jose Sharks         |

| #           | Land       | Spieler            | Pos.              | Team                |
| Torhüter    |            |                    |                   |                     |
| 39          | Tschechien | Dominik Hašek      | Dominik Hašek     | Buffalo Sabres      |
| 32          | Tschechien | Roman Čechmánek    | Roman Čechmánek   | Philadelphia Flyers |
| 35          | Russland   | Jewgeni Nabokow    | Jewgeni Nabokow   | San Jose Sharks     |
| Verteidiger |            |                    |                   |                     |
| 5           | Schweden   | Nicklas Lidström   | Nicklas Lidström  | Detroit Red Wings   |
| 8           | Lettland   | Sandis Ozoliņš     | Sandis Ozoliņš    | Carolina Hurricanes |
| 11          | Schweden   | Marcus Ragnarsson  | Marcus Ragnarsson | San Jose Sharks     |
| 27          | Finnland   | Teppo Numminen     | Teppo Numminen    | Phoenix Coyotes     |
| 44          | Finnland   | Janne Niinimaa     | Janne Niinimaa    | Edmonton Oilers     |
| 55          | Russland   | Sergei Gontschar   | Sergei Gontschar  | Washington Capitals |
| Angreifer   |            |                    |                   |                     |
| 10          | Russland   | Pawel Bure         | RW                | Florida Panthers    |
| 21          | Schweden   | Peter Forsberg – C | C                 | Colorado Avalanche  |
| –           | Tschechien | Jaromír Jágr       | RW                | Pittsburgh Penguins |
| 15          | Russland   | Sergei Samsonow    | LW                | Boston Bruins       |
| 13          | Schweden   | Mats Sundin        | C                 | Toronto Maple Leafs |
| 14          | Tschechien | Radek Bonk         | C                 | Ottawa Senators     |
| 18          | Slowakei   | Marián Hossa       | RW                | Ottawa Senators     |
| 19          | Schweden   | Markus Näslund     | LW                | Vancouver Canucks   |
| 23          | Tschechien | Milan Hejduk       | RW                | Colorado Avalanche  |
| 33          | Slowakei   | Žigmund Pálffy     | LW                | Los Angeles Kings   |
| 34          | Schweden   | Fredrik Modin      | LW                | Tampa Bay Lightning |
| 72          | Russland   | Alexei Kowaljow    | RW                | Pittsburgh Penguins |
| 91          | Russland   | Sergei Fjodorow    | C                 | Detroit Red Wings   |

## SuperSkills Competition
In der SuperSkills Competition, die am Vortag des All-Star Game stattfindet, müssen die Spieler ihre Fähigkeiten in unterschiedlichen Gebieten, wie Schnelligkeit, Puckkontrolle oder Schusshärte unter Beweis stellen. Dabei traten die Spieler der Welt All-Stars gegen die der Nordamerika All-Stars an.

### Sieger
Endstand: Nordamerika All-Stars 15 – 13 Welt All-Stars
| Wettbewerb        | Mannschaftswertung    | Einzelwertung                                     |
| Puckkontrolle     | Nordamerika All-Stars | Paul Kariya (Nordamerika)                         |
| Schnelligkeit     | Nordamerika All-Stars | Bill Guerin (Nordamerika)                         |
| Schusshärte       | Nordamerika All-Stars | Fredrik Modin (Welt)                              |
| Schussgenauigkeit | Welt All-Stars        | Ray Bourque (Nordamerika)                         |
| Shootout          | World All-Stars       | –                                                 |
| Bester Torhüter   | –                     | Jewgeni Nabokow (Welt) / Sean Burke (Nordamerika) |

## Spielverlauf

### Nordamerika All-Stars 14 – 12 Welt All-Stars
All-Star Game MVP: Bill Guerin (3 Tore + 2 Vorlagen)
| Team                  | Zeit  | Stand | Torschütze       | Vorlagengeber    | Vorlagengeber    |
| 1. Drittel            |       |       |                  |                  |                  |
| Nordamerika All-Stars | 0:49  | 1–0   | Theoren Fleury   | Paul Kariya      | Scott Stevens    |
| Welt All-Stars        | 8:01  | 1–1   | Mats Sundin      | Fredrik Modin    | Nicklas Lidström |
| Nordamerika All-Stars | 11:22 | 2–1   | Bill Guerin      | Doug Weight      |                  |
| Nordamerika All-Stars | 12:00 | 3–1   | Luc Robitaille   | Jason Allison    | Rob Blake        |
| Welt All-Stars        | 17:05 | 3–2   | Mats Sundin      | Fredrik Modin    | Teppo Numminen   |
| Welt All-Stars        | 17:26 | 3–3   | Peter Forsberg   | Sergei Samsonow  |                  |
| 2. Drittel            |       |       |                  |                  |                  |
| Welt All-Stars        | 22:40 | 3–4   | Markus Näslund   | Sergei Gontschar | Marián Hossa     |
| Nordamerika All-Stars | 23:25 | 4–4   | Tony Amonte      | Doug Weight      |                  |
| Nordamerika All-Stars | 24:53 | 5–4   | Mario Lemieux    | Scott Stevens    |                  |
| Nordamerika All-Stars | 26:59 | 6–4   | Joe Sakic        | Paul Kariya      | Theoren Fleury   |
| Welt All-Stars        | 28:08 | 6–5   | Sergei Samsonow  | Peter Forsberg   | Nicklas Lidström |
| Nordamerika All-Stars | 28:36 | 7–5   | Tony Amonte      | Bill Guerin      | Brian Leetch     |
| Nordamerika All-Stars | 34:36 | 8–5   | Bill Guerin      | Tony Amonte      |                  |
| Welt All-Stars        | 37:01 | 8–6   | Žigmund Pálffy   | Fredrik Modin    | Mats Sundin      |
| Nordamerika All-Stars | 38:13 | 9–6   | Luc Robitaille   | Donald Audette   |                  |
| Welt All-Stars        | 39:35 | 9–7   | Sergei Fjodorow  | Pawel Bure       | Alexei Kowaljow  |
| 3. Drittel            |       |       |                  |                  |                  |
| Welt All-Stars        | 41:05 | 9–8   | Milan Hejduk     | Sandis Ozoliņš   | Peter Forsberg   |
| Nordamerika All-Stars | 42:56 | 10–8  | Doug Weight      | Tony Amonte      | Bill Guerin      |
| Nordamerika All-Stars | 45:16 | 11–8  | Simon Gagné      | Mario Lemieux    | Brett Hull       |
| Welt All-Stars        | 45:50 | 11–9  | Radek Bonk       | Markus Näslund   | Marián Hossa     |
| Welt All-Stars        | 48:55 | 11–10 | Sergei Fjodorow  | Pawel Bure       | Teppo Numminen   |
| Nordamerika All-Stars | 52:03 | 12–10 | Theoren Fleury   | Paul Kariya      |                  |
| Welt All-Stars        | 53:57 | 12–11 | Alexei Kowaljow  | Mats Sundin      | Sergei Gontschar |
| Nordamerika All-Stars | 57:07 | 13–11 | Simon Gagné      |                  |                  |
| Nordamerika All-Stars | 57:58 | 14–11 | Bill Guerin      | Ed Jovanovski    | Doug Weight      |
| Welt All-Stars        | 59:59 | 14–12 | Nicklas Lidström | Žigmund Pálffy   | Fredrik Modin    |

## Heroes of Hockey Game
| Pos.        | Land               | Spieler        |
| Torhüter    |                    |                |
| G           | Kanada             | Darren Pang    |
| G           | Kanada             | Glenn Resch    |
| Verteidiger |                    |                |
| D           | Kanada             | Al Arbour      |
| D           | Kanada             | Bruce Driver   |
| D           | Kanada             | Red Kelly      |
| D           | Vereinigte Staaten | Reed Larson    |
| D           | Vereinigte Staaten | Ken Morrow     |
| D           | Kanada             | Larry Playfair |
| D           | Kanada             | Paul Reinhart  |
| D           | Kanada             | Doug Wilson    |
| Angreifer   |                    |                |
| RW          | Kanada             | Glenn Anderson |
| C           | Vereinigte Staaten | Neal Broten    |
| C           | Kanada             | Marcel Dionne  |
| C           | Kanada             | Ron Duguay     |
| C           | Kanada             | Dave Gagner    |
| RW          | Finnland           | Jari Kurri     |
| C           | Kanada             | Ken Linseman   |
| RW          | Kanada             | Rick Middleton |
| RW          | Kanada             | Terry O’Reilly |

| Pos.        | Land     | Spieler          |
| Torhüter    |          |                  |
| G           | Kanada   | Jacques Cloutier |
| G           | Kanada   | Ron Grahame      |
| Verteidiger |          |                  |
| D           | Kanada   | Barry Beck       |
| D           | Kanada   | Mike Kitchen     |
| D           | Kanada   | Robert Picard    |
| D           | Kanada   | Dave Pichette    |
| D           | Kanada   | Joel Quenneville |
| D           | Kanada   | Rob Ramage       |
| Angreifer   |          |                  |
| LW          | Kanada   | Lucien DeBlois   |
| C           | Kanada   | Michel Goulet    |
| LW          | Kanada   | Dave Hannan      |
| C           | Kanada   | Dale Hunter      |
| LW          | Kanada   | Lanny McDonald   |
| C           | Kanada   | Troy Murray      |
| RW          | Kanada   | Wilf Paiement    |
| C           | Kanada   | René Robert      |
| C           | Slowakei | Peter Šťastný    |
| C           | Kanada   | Steve Tambellini |

### Das Spiel
NHL Heroes of Hockey 3 – 2 Colorado Heroes of Hockey
Das Spiel wurde in zwei Halbzeiten ausgetragen
Halbzeitergebnisse:  0–0, 3–2